# Marilyn Okoro
Marilyn Chinwenwa Okoro (Londra, 23 settembre 1984) è una mezzofondista britannica, specializzata negli 800 metri piani.

## Progressione

### 800 metri piani
| Stagione | Risultato | Luogo       | Data      | Rank. Mond. |
| -------- | --------- | ----------- | --------- | ----------- |
| 2016     | 2'02"88   | Tampa       | 28-5-2016 | 132ª        |
| 2016     | 2'02"88   | Tampa       | 27-5-2016 | 132ª        |
| 2015     | 2'02"35   | Walnut      | 18-4-2015 | 114ª        |
| 2014     | 2'01"57   | New York    | 14-6-2014 | 70ª         |
| 2013     | 1'59"43   | Mosca       | 15-8-2013 | 17ª         |
| 2012     | 1'59"33   | Hengelo     | 27-5-2012 | 26ª         |
| 2011     | 1'59"53   | Londra      | 6-8-2011  | 28ª         |
| 2010     | 2'01"33   | Barcellona  | 27-7-2010 | 72ª         |
| 2009     | 1'59"56   | Saint-Denis | 17-7-2009 | 23ª         |
| 2008     | 1'58"45   | Londra      | 26-7-2008 | 15ª         |
| 2007     | 1'58"76   | Stoccarda   | 23-9-2007 | 14ª         |
| 2006     | 1'59"75   | Londra      | 28-7-2006 | 30ª         |
| 2005     | 2'01"90   | Smirne      | 20-8-2005 | 73ª         |
| 2004     | 2'03"71   | Manchester  | 11-7-2004 | 181ª        |

## Palmarès
| Anno                                  | Manifestazione          | Sede       | Evento      | Risultato  | Prestazione | Note                                     |
| ------------------------------------- | ----------------------- | ---------- | ----------- | ---------- | ----------- | ---------------------------------------- |
| In rappresentanza della Gran Bretagna |                         |            |             |            |             |                                          |
| 2005                                  | Universiadi             | Smirne     | 800 m piani | Bronzo     | 2'01"90     |                                          |
| 2006                                  | Europei                 | Göteborg   | 4×400 m     | 4ª         | 3'28"17     |                                          |
| 2007                                  | Europei indoor          | Birmingham | 800 m piani | 4ª         | 2'00"20     |                                          |
| 2007                                  | Mondiali                | Osaka      | 800 m piani | Semifinale | 1'59"63     | Miglior prestazione personale            |
| 2007                                  | Mondiali                | Osaka      | 4×400 m     | Bronzo     | 3'20"04     |                                          |
| 2008                                  | Mondiali indoor         | Valencia   | 800 m piani | Batteria   | 2'05"09     |                                          |
| 2008                                  | Giochi olimpici         | Pechino    | 800 m piani | Semifinale | 1'59"53     |                                          |
| 2008                                  | Giochi olimpici         | Pechino    | 4×400 m     | Bronzo     | 3'22"68     |                                          |
| 2009                                  | Europei indoor          | Torino     | 800 m piani | 5ª         | 2'03"30     |                                          |
| 2009                                  | Europei indoor          | Torino     | 4×400 m     | Argento    | 3'30"42     |                                          |
| 2009                                  | Mondiali                | Berlino    | 800 m piani | 8ª         | 2'00"32     |                                          |
| 2010                                  | Europei                 | Barcellona | 800 m piani | Batteria   | 2'01"33     | Miglior prestazione personale stagionale |
| 2010                                  | Europei                 | Barcellona | 4×400 m     | Argento    | 3'24"32     |                                          |
| 2011                                  | Europei indoor          | Parigi     | 800 m piani | Bronzo     | 2'02"46     |                                          |
| 2011                                  | Europei indoor          | Parigi     | 4×400 m     | Argento    | 3'31"36     |                                          |
| 2011                                  | Mondiali                | Taegu      | 800 m piani | Semifinale | 2'01"54     |                                          |
| 2012                                  | Mondiali indoor         | Istanbul   | 800 m piani | Batteria   | 2'04"06     |                                          |
| 2013                                  | Mondiali                | Mosca      | 800 m piani | Semifinale | 2'02"26     |                                          |
| In rappresentanza dell' Inghilterra   |                         |            |             |            |             |                                          |
| 2006                                  | Giochi del Commonwealth | Melbourne  | 800 m piani | 7ª         | 2'01"65     |                                          |
| 2014                                  | Giochi del Commonwealth | Glasgow    | 800 m piani | Semifinale | 2'06"75     |                                          |

## Altre competizioni internazionali
2007
- Bronzo alla World Athletics Final ( Stoccarda), 800 m piani - 1'58"76

2008
- Bronzo alla World Athletics Final ( Stoccarda), 800 m piani - 1'58"64